# Последњи колосек
Последњи колосек је југословенски драмски филм, снимљен 1956. године у режији Живорада Жике Митровића.

## Радња
Група железничара дуже времена организовано краде на београдској железничкој станици. Иследник поступно открива банду. Један од крадљиваца, због истраге која је уследила, губи нерве и бива гурнут под воз. После његовог убиства, цео случај добива другу димензију и истрага брже напредује. Сви конци воде до личности која стоји иза групе.

## Ликови
| Глумац                                | Улога            |
| ------------------------------------- | ---------------- |
| Ирена Колесар                         | Јелена Мијатовић |
| Оливера Марковић                      | Олга             |
| Салко Репак                           | Стари Патрик     |
| Владимир Медар                        | Машиновођа Ђорђе |
| Драгомир Бојанић (као Драган Бојанић) | Јордан Поповски  |
| Маријан Ловрић                        | Иследник Марко   |
| Соња Хлебш                            | Беба             |
| Слободан Перовић                      | Емил Стефановић  |
| Јован Милићевић                       | Владимир Патрик  |
| Жарко Митровић                        | Симон Пашић      |
| Велимир Бата Живојиновић              | Шофер            |
| Радмило Ћурчић                        | Конобар          |
| Деса Берић                            |                  |
| Ацо Алексов                           |                  |
| Мирко Срећковић                       |                  |

Комплетна филмска екипа  ▼
| Редитељ                   | Живорад Жика Митровић   |                                              |
| Сценариста                | Славко Јаневски         |                                              |
| Сценариста                | Живорад Жика Митровић   |                                              |
| Композитор                | Бојан Адамич            |                                              |
| Директор фотографије      | Драгољуб Караџиновић    | директор фотографије (као Драги Караџиновић) |
| Монтажер                  | Војислав Бјењаш         |                                              |
| Сценограф                 | Миомир Денић            |                                              |
| Уметнички директор        | Александар Миловић      |                                              |
| Костимограф               | Данка Павловић          |                                              |
| Одсек за шминку           | Зорица Рандић           | шминкерка                                    |
| Менаџер продукције        | Душко Ерцеговић         | вођа снимања                                 |
| Менаџер продукције        | Божидар Митровић        | вођа снимања                                 |
| Менаџер продукције        | Радивоје Поповић        | директор филма (као Раде Поповић)            |
| Помоћник режије           | Миомир Мики Стаменковић | помоћник редитеља                            |
| Помоћник режије           | Душан Жега              | помоћник редитеља                            |
| Одсек за звук             | Миодраг Недић           | тон мајстор                                  |
| Одсек за камеру и расвету | Владета Ђорђевић        | пратилац камере                              |
| Одсек за камеру и расвету | Живорад Фијатовић       | пратилац камере                              |
| Одсек за камеру и расвету | Миодраг Јовановић       | сниматељ                                     |
| Одсек за камеру и расвету | Радивоје Николић        | пратилац камере (као Раде Николић)           |
| Остала екипа              | Лидија Дебарлиева       | секретар режије                              |